# Mokrowo (obwód grodzieński)
Mokrowo (biał. Мокрава, Mokrawa; ros. Мокрово, Mokrowo) – wieś na Białorusi, w obwodzie grodzieńskim, w rejonie korelickim, w sielsowiecie Cyryn.

## Historia
W XIX i w początkach XX w. położone było w Rosji, w guberni mińskiej, w powiecie nowogródzkim, w gminie Rajce. 
W dwudziestoleciu międzywojennym leżało w Polsce, w województwie nowogródzkim, w powiecie nowogródzkim, w gminie Rajce. W 1921 miejscowość liczyła 58 mieszkańców, zamieszkałych w 9 budynkach, w tym 31 Polaków i 27 Białorusinów. Wszyscy mieszkańcy byli wyznania prawosławnego.
Po II wojnie światowej w granicach Związku Sowieckiego. Od 1991 w niepodległej Białorusi.